# Freiburger Barockorchester
Pour les articles homonymes, voir FBO.
Le Freiburger Barockorchester (Orchestre baroque de Fribourg, également surnommé FBO) est un ensemble allemand de musique baroque sur instruments anciens, fondé en 1987 et basé à Fribourg-en-Brisgau, qui joue principalement de la musique des XVIIe et XVIIIe siècles.

## Historique
Le Freiburger Barockorchester a été fondé en 1987 par des diplômés de la Hochschule für Musik Freiburg (Haute école de musique de Fribourg) avec comme objectif de s'inscrire dans la perspective de l'interprétation de la musique baroque sur instruments anciens ou instruments d'époque (period instruments en anglais).
En 1987, le FBO joue le premier des très nombreux concerts qui jalonneront son existence (plus de 600 concerts à ce jour). L'année suivante, un concert très apprécié dans la salle de la Philharmonie de Berlin marque le début de sa renommée nationale. En 1989, l'orchestre effectue sa première tournée internationale avec une apparition à Amsterdam et en 1995 il découvre l'Amérique.
Dans les premiers temps, le chef de l'ensemble est Thomas Hengelbrock; dans les années 1990, Gottfried von der Goltz lui succède.
L'orchestre est occasionnellement dirigé par des chefs d'orchestre invités de renom tels que Trevor Pinnock, René Jacobs, Philippe Herreweghe et Ton Koopman.
Le FBO se produit dans les grandes salles de concert du monde entier, souvent associé à des artistes tels que Cecilia Bartoli, le Quatuor Arditti, Thomas Quasthoff, l'Orchestra of the Age of Enlightenment ou encore l'Ensemble Recherche.

## Répertoire
L'activité principale du FBO consiste bien entendu en l'enregistrement et l'interprétation du baroque, musique éponyme de l'ensemble, mais des trésors d'autres époques de la musique figurent également à son programme avec même quelques incursions dans le répertoire de la musique contemporaine.

## Effectif
Le Freiburger Barockorchester se compose de 26 musiciens (onze violons, quatre altos, deux violoncelles, contrebasse, clavecin, deux flûtes, deux hautbois, basson, 2 cors) ainsi que de nombreux musiciens invités qui complètent l'orchestre (clarinettes, trompettes, timbales, viole de gambe et luth). Ces musiciens invités sont également utilisés pour l'opéra et le répertoire romantique et peuvent être entendus sur de nombreux enregistrements du Freiburger Barockorchester.
Les violonistes Petra Müllejans et Gottfried von der Goltz se partagent le rôle de premier violon (konzertmeister). La violoncelliste Kristin von der Goltz, sœur de Gottfried von der Goltz, se produit comme soliste avec l'orchestre.
Une petite formation issue de l'orchestre, appelée Freiburger BarockConsort, privilégie la musique de chambre des XVIIe et XVIIIe siècles.

## Distinctions
Au fil des années, le FBO a reçu de nombreuses distinctions :
- 2006 :
  - prix Reinhold-Schneider de la ville de Fribourg
  - prix européen de musique de chambre de la Kulturstiftung Pro-Europa
- 2007 :
  - double nomination aux Grammy Awards pour La Clemenza di Tito de Mozart avec le RIAS Kammerchor sous la direction de René Jacobs
  - prix de la critique allemande (Deutscher Kritikerpreis) dans la catégorie musique
  - « Meilleur orchestre de l'année » (Bestes Orchester des Jahres) d'après la revue spécialisée Opernwelt
- 2008 :
  - Edison Classical Music Award (dans la catégorie opéra et musique chorale)
- 2009 :
  - prix annuel de la critique musicale allemande
  - « CD de l'année » d'après la revue Opernwelt
- 2010 :
  - nomination aux Grammy Awards pour Die Schöpfung de Joseph Haydn avec René Jacobs
- 2011 :
  - Award de la revue britannique Gramophone pour les Sei Concerti per il cembalo concertato de Carl Philipp Emanuel Bach
- 2012 :
  - prix musical ECHO Klassik dans la catégorie Ensemble de l'année sur instruments d'époque pour l'album consacré au Doppelkonzert für Violine & Klavier de Felix Mendelssohn Bartholdy
- 2013 :
  - prix musical ECHO Klassik dans la catégorie Interprétation en concert de l'année pour les concertos pour clavier KV 453 & 482 de Mozart.